# Бармен

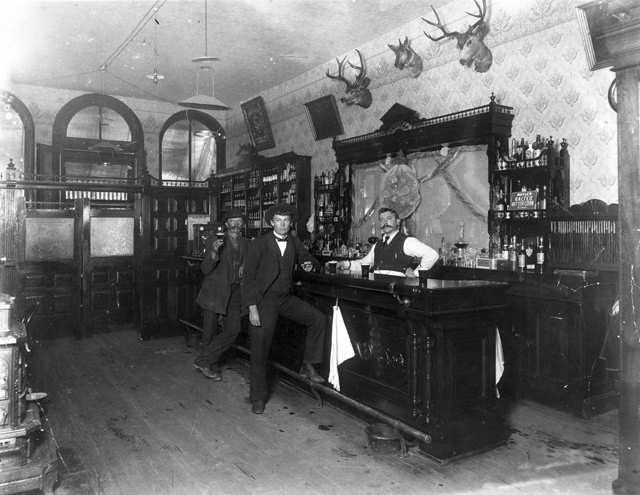
1897

Бармен, барменка — професія, яка з'явилась понад сто років тому. Назва професії походить від англ. bar, що означає загородка, прилавок, стійка, які відгороджують продавця від покупця. Якщо раніше бари були тільки самостійними підприємствами, то тепер вони невіддільна частина ресторанів і кафе. За асортиментом, технічним оснащенням бари поділяються на молочні, пивні, гриль, експрес, винні, а за призначенням — на танцювальні, концертні. В останній час з'явилися салатні і супові бари. У сучасних барах відвідувачі можуть відпочити в затишній обстановці, послухати музику, потанцювати, подивитись відеопередачу, виступ артистів вар'єте.

## Умови праці

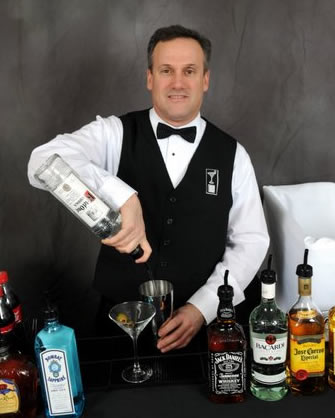
Бармен

Професію бармена відносять до типу професій «людина — людина», тому що головним предметом праці для неї є людина, а головною метою праці цієї професії є оперативне обслуговування відвідувачів та розрахунок з ними. Оскільки знаряддям праці бармена є функціональні засоби: міксери, кавоварки, кухонні комбайни і він працює в приміщенні, то професія бармена належить до класу перетворючої, машинно-ручної праці в умовах побутового мікроклімату. Професія бармена вимагає від працівника особливих і суто людських рис. Професійна придатність залежить від емоційної врівноваженості, особливої чутливості, вимагає вміння встановлювати і підтримувати контакти з людьми, розумітися на їх індивідуальних особливостях.
Праця бармена повинна бути спокійною, продуманою, акуратною і артистичною. Найперше — це максимум уваги відвідувачам. Ще задовго до того, як відвідувачі прийдуть до бару, бармен повинен підготуватись до їх зустрічі, а саме підготувати своє робоче місце таким чином, щоб інвентар, посуд і продукти були розміщені на визначених місцях за барною стійкою під рукою. Вина і інші компоненти розмістити з правої сторони робочого місця: пляшки виставити в один ряд, спочатку коньяк, горілку, ром, потім лікери, вина, перед якими ставляться графини з сиропами і соками. Зліва розмістити тацю з чистим, добре вимитим посудом, цукровий сироп, свіжі і консервовані плоди та ягоди в такій кількості, яка забезпечить безперебійну роботу бару протягом дня. В спеціальному відерці зберігаються шматочки харчового льоду.
Основні обов'язки бармена — зустрічати гостей, знайомити їх з асортиментом і рецептурою напоїв, отримувати замовлення, готувати напої та закуски, сервірувати їх. Бармен повинен знати асортимент слабоалкогольних та алкогольних напоїв, які мають попит, рецептуру і способи приготування коктейлів; вимоги до інвентарю, посуду; порядок розрахунку з відвідувачами; правила та температурний режим зберігання товарів; засоби та правила оформлення товару на прилавку.
Бармен повинен вміти приготувати алкогольні та слабоалкогольні напої, складати за рецептами коктейлі, змішувати, збивати, варити та розливати в спеціальний посуд суміші, зберігати продукти відповідно режиму, скласти товарний звіт, дотримуватись санітарно-гігієнічних правил обслуговування та правил безпеки праці, пожежної безпеки.

## Необхідні якості
Професія бармена ставить певні вимоги до індивідуальних якостей людини. Найважливіші з них: вміння проникати в духовний світ багатьох людей, бути надзвичайно комунікабельним, вміти вислухати про наболілі проблеми людини, співчувати та створювати настрій клієнтам. Здорова нервова система, без органічних ушкоджень, нормальний психічний стан — також необхідна вимога до роботи. Бармену необхідно мати добре розвинену точність рухів, гарну сенсомоторну координацію, високу швидкість реакції, розвинену увагу та вміння оперативно перемикати її на різні об'єкти. Працівники цієї професії повинні мати розвинені слухові та зорові відчуття, розвинений загальний та вербальний інтелект, хорошу пам'ять, практичне мислення. Важливою умовою успішної роботи бармена є власна емоційна стабільність та добра вольова регуляція психічних процесів. Емоційна стійкість реалізується в таких якостях, як урівноваженість, вміння спокійно та об'єктивно оцінити обставини. Вольова регуляція виражається у вмінні володіти собою, витримці. На думку роботодавців найважливіші риси барменів: активність, доброзичливість, уважність, відповідальність, чесність, зацікавленість до роботи з людьми.

## Медичні обмеження
Медичними протипоказаннями щодо навчання та роботи за професією бармена є захворювання шкіри, хронічні захворювання опорно-рухового апарату, епілепсія, різко виражені неврози, хронічні інфекції, бактеріоносіння, серйозні порушення зору та слуху, туберкульоз легенів.
Психофізіологічними та психологічними обмеженнями є: наявність малорухливої лабільної нервової системи, погана сенсомоторна координація, сповільнена швидкість реакції, невисокий рівень сприймання, неточність рухів, низький рівень розвитку оперативної, вербальної пам'яті, перемикання уваги, практичного мислення, емоційна нестабільність та слабка воля.